# Route européenne 59
Pour les articles homonymes, voir E59 et Route 59.
La route européenne 59 (E59) est une route reliant Prague à Zagreb en passant par Vienne.

## Tracé

### Tchéquie
En Tchéquie, la route E59 se confond avec :
| (Auto)route | Tracé                                   | Villes traversées | Routes européennes croisées           |
| ----------- | --------------------------------------- | ----------------- | ------------------------------------- |
|             | Entre Prague et Jihlava[réf. souhaitée] | Humpolec          | en commun à Prague jusqu'à Mirošovice |
|             | Entre Jihlava et Chvalovice             |                   |                                       |

### Autriche
En Autriche, la route E59 se confond avec :
| (Auto)route | Tracé                              | Villes traversées | Routes européennes croisées   |
| ----------- | ---------------------------------- | ----------------- | ----------------------------- |
|             | Entre Chvalovice et Guntersdorf    |                   |                               |
|             | Entre Guntersdorf et Stockerau     |                   |                               |
|             | Entre Stockerau et Vienne          |                   | en commun                     |
|             | Entre Vienne et Vösendorf          |                   | à Vienne à Vösendorf          |
|             | Entre Vösendorf et Graz            |                   | entre Großwilfersdorf et Graz |
|             | Entre Graz et Strass in Steiermark |                   | en commun                     |

### Slovénie
En Slovénie, la route E59 se confond avec :
| (Auto)route | Tracé                          | Villes traversées | Routes européennes croisées |
| ----------- | ------------------------------ | ----------------- | --------------------------- |
|             | Entre Šentilj et Maribor       |                   | en commun                   |
|             | Entre Maribor et Gornji Macelj | Ptuj              |                             |

### Croatie
En Croatie, la route E59 se confond avec :
| (Auto)route | Tracé                         | Villes traversées | Routes européennes croisées |
| ----------- | ----------------------------- | ----------------- | --------------------------- |
|             | Entre Gornji Macelj et Zagreb |                   | à Zagreb                    |